# Macrochaetus subquadratus
Macrochaetus subquadratus is een raderdiertjessoort uit de familie Trichotriidae. De wetenschappelijke naam van deze soort is voor het eerst geldig gepubliceerd in 1850 door Perty.